# Acqua alta

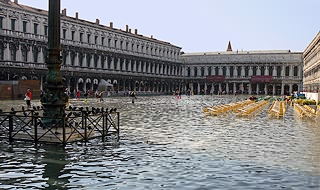
Wenecja: "acqua alta" na Placu św. Marka.

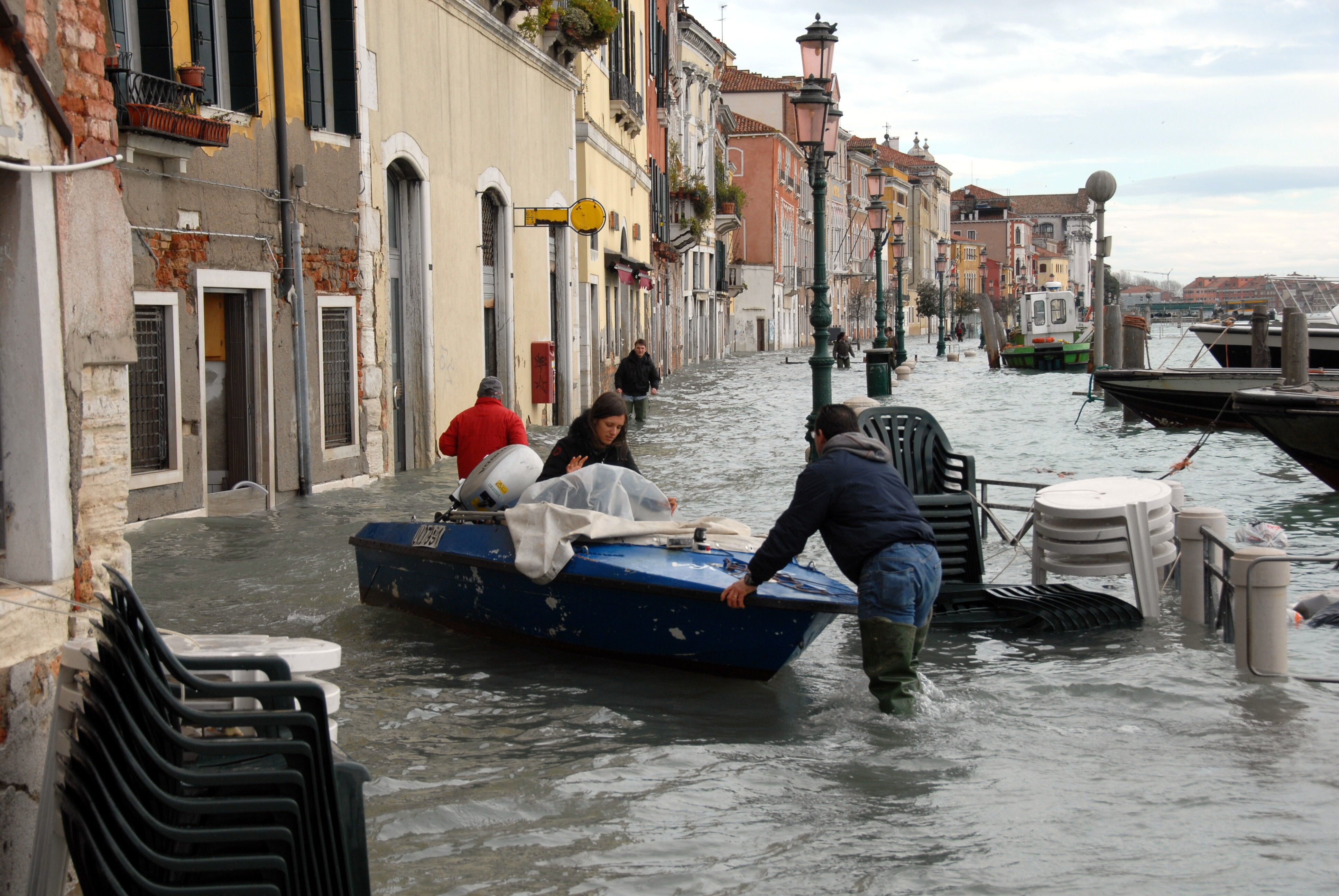
"Aqua alta" w Wenecji (grudzień 2008).

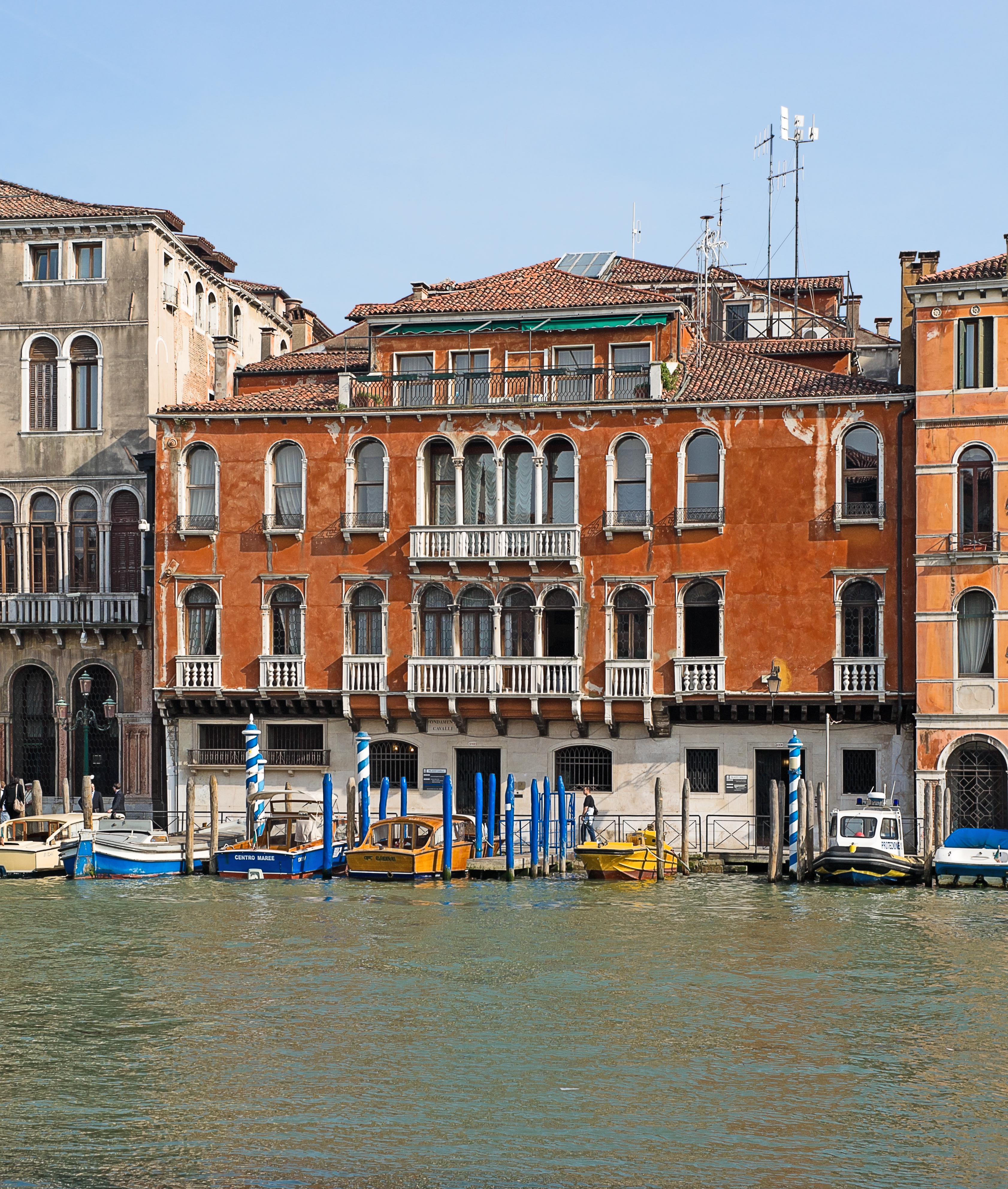
Palazzo Cavalli - w XIX wieku mieszkał tu pisarz James Fenimore Cooper; obecnie mieści się tutaj siedziba Centrum Prognozowania i Sygnalizacji Morskiej Miasta Wenecji (Centro Previsioni e Segnalazione Maree del Comune di Venezia).

Acqua alta (wymowaⓘ) (w wolnym tłumaczeniu: wysoka woda) – termin używany we włoskiej prowincji Veneto, określający wyjątkowo duży przypływ. Najczęściej określenie ma zastosowanie w odniesieniu do Wenecji, gdzie pływy są wyjątkowo spektakularne.
Według Centrum Prognozowania i Sygnalizacji Morskiej Miasta Wenecji (Centro Previsioni e Segnalazione Maree del Comune di Venezia), zjawisko acqua alta jest konsekwencją różnicy ciśnienia atmosferycznego na dwóch krańcach Adriatyku i silnych powiewów południowego wiatru sirocco oraz bora, które dodatkowo napędzają w stronę lądu masy wody, utrudniając ich cofanie się w czasie odpływu. Zjawisko występuje najczęściej w okresie pomiędzy jesienią i wiosną.

## Aqua alta w Wenecji

### Procent miasta dotknięty powodzią
Termin acqua alta nie odnosi się tylko i wyłącznie do Wenecji, ponadto przypływ wpływa na samo miasto w innym stopniu niż na prowincję. Podniesienie poziomu wód do 90 cm powyżej poziomu morza powoduje, że miasto jest nadal wolne od powodzi, natomiast podniesienie poziomu wody o kolejne 30 cm skutkuje tym, że niemal 30% miasta znajduje się pod wodą.
| Poziom wody (morza) | Obszar Wenecji pod wodą (procent) |
| ------------------- | --------------------------------- |
| +90 cm              | 1.84%                             |
| +100 cm             | 5.17%                             |
| +110 cm             | 14.04%                            |
| +120 cm             | 28.75%                            |
| +130 cm             | 43.15%                            |
| +140 cm             | 54.39%                            |
| +150 cm             | 62.98%                            |
| +160 cm             | 69.43%                            |
| +170 cm             | 74.20%                            |
| +180 cm             | 78.11%                            |
| +190 cm             | 82.39%                            |
| +200 cm             | 86.4%                             |
| >+200 cm            | 100%                              |

### Statystyki
W okresie od 1923 do 1997 roku maksymalny poziom wody – wyższy o ponad 194 cm od normalnego – odnotowano 4 listopada 1966. Najniższy poziom miał miejsce 14 lutego 1934 – woda spadła wówczas około 121 cm poniżej średniego stanu.
W ostatnich latach najwyższy poziom wody, wynoszący 156 cm, odnotowano 1 grudnia 2008.
Najwięcej przypływów aqua alta miało miejsce w 1996. Wysoka woda zalewała wówczas miasto 101 razy. Na Placu św. Marka poziom wody wynosił wtedy ponad 80 cm (licząc od gruntu).

## Patrz też
Niż genueński